# حارة نادي المراون (صنعاء)

تعديل مصدري - تعديل

حارة نادي المراون هي إحدى حارات حي شعوب بمديرية شعوب إحد مديريات العاصمة اليمنية صنعاء، بلغ تعداد سكانها 1495 نسمة حسب تعداد اليمن لعام 2004.